# Annelles
Annelles és un municipi francès situat al departament de les Ardenes i a la regió del Gran Est. L'any 2007 tenia 130 habitants.

## Demografia

### Població
El 2007 la població de fet d'Annelles era de 130 persones. Hi havia 44 famílies de les quals 8 eren unipersonals (8 homes vivint sols), 8 parelles sense fills, 20 parelles amb fills i 8 famílies monoparentals amb fills.
La població ha evolucionat segons el següent gràfic:
Habitants censats

### Habitatges
El 2007 hi havia 48 habitatges, 42 eren l'habitatge principal de la família, 2 eren segones residències i 4 estaven desocupats. 47 eren cases i 1 era un apartament. Dels 42 habitatges principals, 30 estaven ocupats pels seus propietaris, 11 estaven llogats i ocupats pels llogaters i 1 estava cedit a títol gratuït; 2 tenien tres cambres, 5 en tenien quatre i 35 en tenien cinc o més. 35 habitatges disposaven pel capbaix d'una plaça de pàrquing. A 16 habitatges hi havia un automòbil i a 21 n'hi havia dos o més.

### Piràmide de població
La piràmide de població per edats i sexe el 2009 era:
| Homes | Edats   | Dones |
| ----- | ------- | ----- |
| 0     | 95 o +  | 0     |
| 0     | 90 a 94 | 0     |
| 0     | 85 a 89 | 0     |
| 0     | 80 a 84 | 4     |
| 0     | 75 a 79 | 0     |
| 4     | 70 a 74 | 0     |
| 8     | 65 a 69 | 4     |
| 0     | 60 a 64 | 8     |
| 4     | 55 a 59 | 0     |
| 0     | 50 a 54 | 0     |
| 4     | 45 a 49 | 0     |
| 4     | 40 a 44 | 4     |
| 4     | 35 a 39 | 12    |
| 12    | 30 a 34 | 4     |
| 0     | 25 a 29 | 4     |
| 0     | 20 a 24 | 8     |
| 0     | 15 a 19 | 4     |
| 20    | 10 a 14 | 4     |
| 4     | 5 a 9   | 12    |
| 0     | 0 a 4   | 8     |

## Economia
El 2007 la població en edat de treballar era de 79 persones, 57 eren actives i 22 eren inactives. De les 57 persones actives 53 estaven ocupades (30 homes i 23 dones) i 4 estaven aturades (4 homes). De les 22 persones inactives 3 estaven jubilades, 11 estaven estudiant i 8 estaven classificades com a «altres inactius».
Activitats econòmiques
L'any 2000 a Annelles hi havia 10 explotacions agrícoles que ocupaven un total de 1.068 hectàrees.

## Poblacions més properes
El següent diagrama mostra les poblacions més properes.